# Bassaricyon lasius
Bassaricyon gabbii là một loài động vật có vú trong họ Gấu mèo Bắc Mỹ, bộ Ăn thịt. Loài này được Harris mô tả năm 1932.

## Hình ảnh

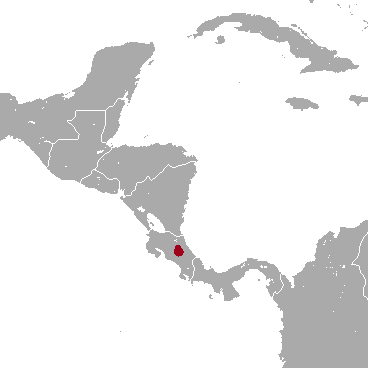
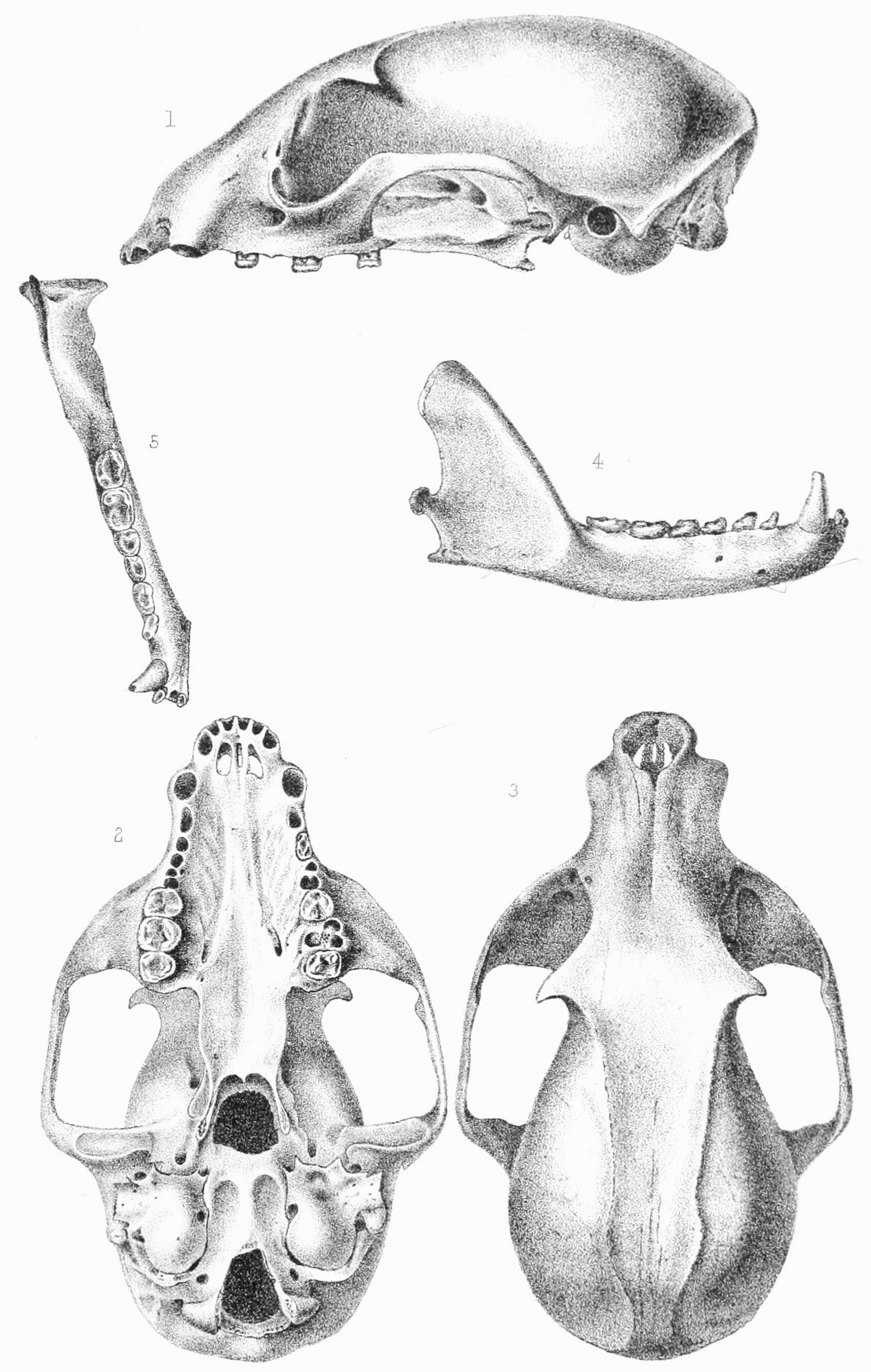
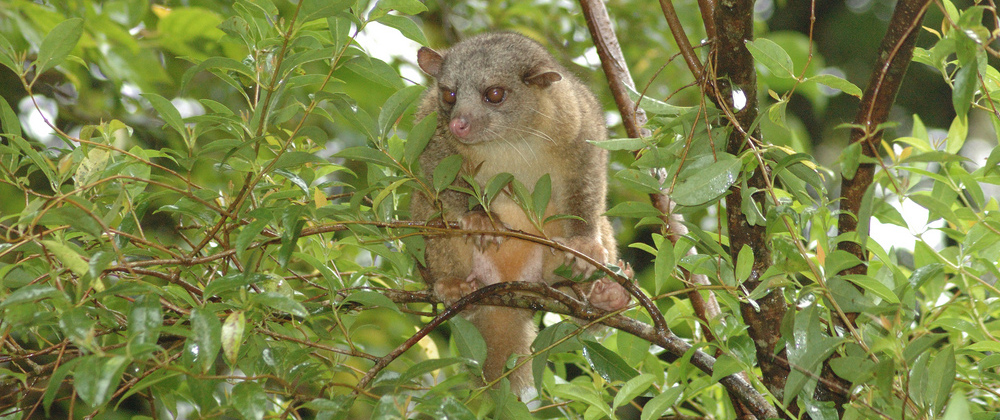